# Bad Neuenahr-Ahrweiler
Bad Neuenahr-Ahrweiler település Németországban, Rajna-vidék-Pfalz tartományban. Lakosainak száma 27 647 fő (2023. december 31.). Bad Neuenahr-Ahrweiler Grafschaft és Remagen községekkel határos.

## Népesség
A település népességének változása:
| Lakosok száma | 26 371 | 27 468 | 28 048 | 28 251 | 28 251 | 26 550 | 26 669 | 27 647 |
|               | 1975   | 2015   | 2017   | 2018   | 2019   | 2021   | 2022   | 2023   |